# Concacaf Central American Cup 2023
Concacaf Central American Cup 2023 var den första säsongen av fotbollsturneringen Central American Cup. Turneringen spelades mellan den 1 augusti och 7 december 2023. Turneringen fungerade som centralamerikas kval till Champions Cup 2024.

## Kvalificerade lag
- Águila
- Alajuelense
- Cartaginés
- Cobán Imperial
- Comunicaciones
- Diriangén
- Fas
- Herediano
- Independiente
- Jocoro
- Motagua
- Olancho
- Olimpia
- Real España
- Real Estelí
- Saprissa
- Sporting San Miguelito
- Universitario
- Verdes
- Xelajú

## Gruppspel
Lagen spelade två matcher hemma och två matcher borta.

### Grupp A
| Nr | Lag            | S | V | O | F | GM | IM | MS  | P  |
| -- | -------------- | - | - | - | - | -- | -- | --- | -- |
| 1  | Saprissa       | 4 | 3 | 1 | 0 | 10 | 0  | +10 | 10 |
| 2  | Cartaginés     | 4 | 2 | 1 | 1 | 8  | 3  | +5  | 7  |
| 3  | Universitario  | 4 | 1 | 3 | 0 | 6  | 3  | +3  | 6  |
| 4  | Cobán Imperial | 4 | 1 | 1 | 2 | 4  | 7  | −3  | 4  |
| 5  | Jocoro         | 4 | 0 | 0 | 4 | 2  | 17 | −15 | 0  |

|             | 1 augusti 2023 | Jocoro                | 1 – 4           | Cobán Imperial                                                            | Estadio Olímpico Metropolitano                                 |                                                                |
| 18:00 UTC−6 | 18:00 UTC−6    | Luis Acuña 65′ (str.) | (0 – 2) Rapport | 7′ Luis Martínez 42′ Anthony López 51′ (str.) Janderson 71′ Anllel Porras | San Pedro Sula (Honduras) Domare: Jefferson Escobar (Honduras) | San Pedro Sula (Honduras) Domare: Jefferson Escobar (Honduras) |
| 18:00 UTC−6 | 18:00 UTC−6    |                       |                 |                                                                           | San Pedro Sula (Honduras) Domare: Jefferson Escobar (Honduras) | San Pedro Sula (Honduras) Domare: Jefferson Escobar (Honduras) |
| 18:00 UTC−6 | 18:00 UTC−6    |                       |                 |                                                                           | San Pedro Sula (Honduras) Domare: Jefferson Escobar (Honduras) | San Pedro Sula (Honduras) Domare: Jefferson Escobar (Honduras) |

|             | 3 augusti 2023 | Saprissa       | 1 – 0           | Cartaginés | Estadio Ricardo Saprissa Aymá                |                                              |
| 20:00 UTC−6 | 20:00 UTC−6    | Javon East 63′ | (0 – 0) Rapport |            | San José Domare: Melvin Matamoros (Honduras) | San José Domare: Melvin Matamoros (Honduras) |
| 20:00 UTC−6 | 20:00 UTC−6    |                |                 |            | San José Domare: Melvin Matamoros (Honduras) | San José Domare: Melvin Matamoros (Honduras) |
| 20:00 UTC−6 | 20:00 UTC−6    |                |                 |            | San José Domare: Melvin Matamoros (Honduras) | San José Domare: Melvin Matamoros (Honduras) |

|             | 8 augusti 2023 | Cobán Imperial | 0 – 0   | Universitario | Estadio Doroteo Guamuch Flores                     |                                                    |
| 18:00 UTC−6 | 18:00 UTC−6    |                | Rapport |               | Guatemala City Domare: Jaime Herrera (El Salvador) | Guatemala City Domare: Jaime Herrera (El Salvador) |
| 18:00 UTC−6 | 18:00 UTC−6    |                |         |               | Guatemala City Domare: Jaime Herrera (El Salvador) | Guatemala City Domare: Jaime Herrera (El Salvador) |
| 18:00 UTC−6 | 18:00 UTC−6    |                |         |               | Guatemala City Domare: Jaime Herrera (El Salvador) | Guatemala City Domare: Jaime Herrera (El Salvador) |

|             | 10 augusti 2023 | Jocoro | 0 – 4           | Saprissa                                                            | Estadio Olímpico Metropolitano                            |                                                           |
| 18:00 UTC−6 | 18:00 UTC−6     |        | (0 – 3) Rapport | 26′, 73′ Ariel Rodríguez 37′ Jefferson Brenes 44′ Michaell Chirinos | San Pedro Sula (Honduras) Domare: Oliver Vergara (Panama) | San Pedro Sula (Honduras) Domare: Oliver Vergara (Panama) |
| 18:00 UTC−6 | 18:00 UTC−6     |        |                 |                                                                     | San Pedro Sula (Honduras) Domare: Oliver Vergara (Panama) | San Pedro Sula (Honduras) Domare: Oliver Vergara (Panama) |
| 18:00 UTC−6 | 18:00 UTC−6     |        |                 |                                                                     | San Pedro Sula (Honduras) Domare: Oliver Vergara (Panama) | San Pedro Sula (Honduras) Domare: Oliver Vergara (Panama) |

|             | 15 augusti 2023 | Universitario                                                  | 4 – 1           | Jocoro            | Estadio Universidad Latina               |                                          |
| 17:00 UTC−5 | 17:00 UTC−5     | Everardo Rose 72′, 90+1′ Jorge Clement 73′ Erick Rodríguez 88′ | (0 – 0) Rapport | 53′ Germán Águila | Penonomé Domare: Bryan López (Guatemala) | Penonomé Domare: Bryan López (Guatemala) |
| 17:00 UTC−5 | 17:00 UTC−5     |                                                                |                 |                   | Penonomé Domare: Bryan López (Guatemala) | Penonomé Domare: Bryan López (Guatemala) |
| 17:00 UTC−5 | 17:00 UTC−5     |                                                                |                 |                   | Penonomé Domare: Bryan López (Guatemala) | Penonomé Domare: Bryan López (Guatemala) |

|             | 15 augusti 2023 | Cobán Imperial | 0 – 1           | Cartaginés        | Estadio Doroteo Guamuch Flores                     |                                                    |
| 18:00 UTC−6 | 18:00 UTC−6     |                | (0 – 1) Rapport | 43′ Douglas López | Guatemala City Domare: Fernando Hernández (Mexiko) | Guatemala City Domare: Fernando Hernández (Mexiko) |
| 18:00 UTC−6 | 18:00 UTC−6     |                |                 |                   | Guatemala City Domare: Fernando Hernández (Mexiko) | Guatemala City Domare: Fernando Hernández (Mexiko) |
| 18:00 UTC−6 | 18:00 UTC−6     |                |                 |                   | Guatemala City Domare: Fernando Hernández (Mexiko) | Guatemala City Domare: Fernando Hernández (Mexiko) |

|             | 22 augusti 2023 | Cartaginés                                                                       | 5 – 0           | Jocoro | Estadio José Rafael Fello Meza Ivankovich    |                                              |
| 18:00 UTC−6 | 18:00 UTC−6     | Marcel Hernández 11′ Jeikel Venegas 22′ Allen Guevara 59′, 74′ Jostin Daly 90+3′ | (2 – 0) Rapport |        | Cartago Domare: Pierre-Luc Lauzière (Kanada) | Cartago Domare: Pierre-Luc Lauzière (Kanada) |
| 18:00 UTC−6 | 18:00 UTC−6     |                                                                                  |                 |        | Cartago Domare: Pierre-Luc Lauzière (Kanada) | Cartago Domare: Pierre-Luc Lauzière (Kanada) |
| 18:00 UTC−6 | 18:00 UTC−6     |                                                                                  |                 |        | Cartago Domare: Pierre-Luc Lauzière (Kanada) | Cartago Domare: Pierre-Luc Lauzière (Kanada) |

|             | 23 augusti 2023 | Universitario | 0 – 0   | Saprissa | Estadio Universidad Latina                    |                                               |
| 19:00 UTC−5 | 19:00 UTC−5     |               | Rapport |          | Penonomé Domare: Ismael Cornejo (El Salvador) | Penonomé Domare: Ismael Cornejo (El Salvador) |
| 19:00 UTC−5 | 19:00 UTC−5     |               |         |          | Penonomé Domare: Ismael Cornejo (El Salvador) | Penonomé Domare: Ismael Cornejo (El Salvador) |
| 19:00 UTC−5 | 19:00 UTC−5     |               |         |          | Penonomé Domare: Ismael Cornejo (El Salvador) | Penonomé Domare: Ismael Cornejo (El Salvador) |

|             | 29 augusti 2023 | Saprissa                                                                 | 5 – 0           | Cobán Imperial | Estadio Ricardo Saprissa Aymá         |                                       |
| 18:00 UTC−6 | 18:00 UTC−6     | Ariel Rodríguez 13′ Javon East 57′, 90′ Orlando Sinclair 63′ (str.), 81′ | (1 – 0) Rapport |                | San José Domare: Rubiel Vazquez (USA) | San José Domare: Rubiel Vazquez (USA) |
| 18:00 UTC−6 | 18:00 UTC−6     |                                                                          |                 |                | San José Domare: Rubiel Vazquez (USA) | San José Domare: Rubiel Vazquez (USA) |
| 18:00 UTC−6 | 18:00 UTC−6     |                                                                          |                 |                | San José Domare: Rubiel Vazquez (USA) | San José Domare: Rubiel Vazquez (USA) |

|             | 29 augusti 2023 | Cartaginés                                         | 2 – 2           | Universitario         | Estadio José Rafael Fello Meza Ivankovich |                                           |
| 18:00 UTC−6 | 18:00 UTC−6     | Marcel Hernández 18′ (str.) Jossimar Pemberton 83′ | (1 – 1) Rapport | 35′, 71′ Jean Sánchez | Cartago Domare: Mario Escobar (Guatemala) | Cartago Domare: Mario Escobar (Guatemala) |
| 18:00 UTC−6 | 18:00 UTC−6     |                                                    |                 |                       | Cartago Domare: Mario Escobar (Guatemala) | Cartago Domare: Mario Escobar (Guatemala) |
| 18:00 UTC−6 | 18:00 UTC−6     |                                                    |                 |                       | Cartago Domare: Mario Escobar (Guatemala) | Cartago Domare: Mario Escobar (Guatemala) |

### Grupp B
| Nr | Lag           | S | V | O | F | GM | IM | MS  | P  |
| -- | ------------- | - | - | - | - | -- | -- | --- | -- |
| 1  | Independiente | 4 | 3 | 1 | 0 | 11 | 3  | +8  | 10 |
| 2  | Real Estelí   | 4 | 3 | 0 | 1 | 5  | 2  | +3  | 9  |
| 3  | Olimpia       | 4 | 2 | 1 | 1 | 7  | 4  | +3  | 7  |
| 4  | Xelajú        | 4 | 1 | 0 | 3 | 3  | 7  | −4  | 3  |
| 5  | Fas           | 4 | 0 | 0 | 4 | 3  | 13 | −10 | 0  |

|             | 1 augusti 2023 | Real Estelí       | 0 – 0           | Xelajú | Estadio Independencia                  |                                        |
| 16:00 UTC−6 | 16:00 UTC−6    | Arley Bonilla 19′ | (0 – 1) Rapport |        | Estelí Domare: Fernando Morón (Panama) | Estelí Domare: Fernando Morón (Panama) |
| 16:00 UTC−6 | 16:00 UTC−6    |                   |                 |        | Estelí Domare: Fernando Morón (Panama) | Estelí Domare: Fernando Morón (Panama) |
| 16:00 UTC−6 | 16:00 UTC−6    |                   |                 |        | Estelí Domare: Fernando Morón (Panama) | Estelí Domare: Fernando Morón (Panama) |

|             | 2 augusti 2023 | Olimpia            | 1 – 1           | Independiente    | Estadio Nacional Chelato Uclés                       |                                                      |
| 20:00 UTC−6 | 20:00 UTC−6    | Jorge Benguché 65′ | (0 – 0) Rapport | 51′ Carlos Small | Tegucigalpa Domare: Filiberto Martínez (El Salvador) | Tegucigalpa Domare: Filiberto Martínez (El Salvador) |
| 20:00 UTC−6 | 20:00 UTC−6    |                    |                 |                  | Tegucigalpa Domare: Filiberto Martínez (El Salvador) | Tegucigalpa Domare: Filiberto Martínez (El Salvador) |
| 20:00 UTC−6 | 20:00 UTC−6    |                    |                 |                  | Tegucigalpa Domare: Filiberto Martínez (El Salvador) | Tegucigalpa Domare: Filiberto Martínez (El Salvador) |

|             | 8 augusti 2023 | Real Estelí       | 1 – 0           | Olimpia | Estadio Independencia                       |                                             |
| 20:00 UTC−6 | 20:00 UTC−6    | Harold Medina 36′ | (1 – 0) Rapport |         | Estelí Domare: Benjamín Pineda (Costa Rica) | Estelí Domare: Benjamín Pineda (Costa Rica) |
| 20:00 UTC−6 | 20:00 UTC−6    |                   |                 |         | Estelí Domare: Benjamín Pineda (Costa Rica) | Estelí Domare: Benjamín Pineda (Costa Rica) |
| 20:00 UTC−6 | 20:00 UTC−6    |                   |                 |         | Estelí Domare: Benjamín Pineda (Costa Rica) | Estelí Domare: Benjamín Pineda (Costa Rica) |

|             | 9 augusti 2023 | Xelajú                                       | 2 – 1           | Fas              | Estadio Pensativo                                      |                                                        |
| 18:00 UTC−6 | 18:00 UTC−6    | Kenner Gutiérrez 25′ (str.) Hugo del Cid 31′ | (2 – 0) Rapport | 72′ Wilma Torres | Antigua Guatemala Domare: Ricardo Montero (Costa Rica) | Antigua Guatemala Domare: Ricardo Montero (Costa Rica) |
| 18:00 UTC−6 | 18:00 UTC−6    |                                              |                 |                  | Antigua Guatemala Domare: Ricardo Montero (Costa Rica) | Antigua Guatemala Domare: Ricardo Montero (Costa Rica) |
| 18:00 UTC−6 | 18:00 UTC−6    |                                              |                 |                  | Antigua Guatemala Domare: Ricardo Montero (Costa Rica) | Antigua Guatemala Domare: Ricardo Montero (Costa Rica) |

|             | 15 augusti 2023 | Fas | 0 – 2           | Real Estelí                  | Estadio Las Delicias                       |                                            |
| 20:00 UTC−6 | 20:00 UTC−6     |     | (0 – 1) Rapport | 19′ (str.), 74′ Juan Barrera | Santa Tecla Domare: Raúl Castro (Honduras) | Santa Tecla Domare: Raúl Castro (Honduras) |
| 20:00 UTC−6 | 20:00 UTC−6     |     |                 |                              | Santa Tecla Domare: Raúl Castro (Honduras) | Santa Tecla Domare: Raúl Castro (Honduras) |
| 20:00 UTC−6 | 20:00 UTC−6     |     |                 |                              | Santa Tecla Domare: Raúl Castro (Honduras) | Santa Tecla Domare: Raúl Castro (Honduras) |

|             | 16 augusti 2023 | Xelajú          | 1 – 3           | Independiente                                               | Estadio Pensativo                                  |                                                    |
| 20:00 UTC−6 | 20:00 UTC−6     | Juan Cardona 6′ | (1 – 1) Rapport | 3′ Jorge Serrano 63′ Gilberto Hernández 73′ Anthony Stewart | Antigua Guatemala Domare: Said Martínez (Honduras) | Antigua Guatemala Domare: Said Martínez (Honduras) |
| 20:00 UTC−6 | 20:00 UTC−6     |                 |                 |                                                             | Antigua Guatemala Domare: Said Martínez (Honduras) | Antigua Guatemala Domare: Said Martínez (Honduras) |
| 20:00 UTC−6 | 20:00 UTC−6     |                 |                 |                                                             | Antigua Guatemala Domare: Said Martínez (Honduras) | Antigua Guatemala Domare: Said Martínez (Honduras) |

|             | 22 augusti 2023 | Independiente                                 | 2 – 1           | Real Estelí         | Estadio Rommel Fernández                     |                                              |
| 17:00 UTC−5 | 17:00 UTC−5     | Carlos Small 55′ Jefferson Murillo 74′ (str.) | (0 – 0) Rapport | 76′ Ewerton Bezerra | Panama City Domare: David Gómez (Costa Rica) | Panama City Domare: David Gómez (Costa Rica) |
| 17:00 UTC−5 | 17:00 UTC−5     |                                               |                 |                     | Panama City Domare: David Gómez (Costa Rica) | Panama City Domare: David Gómez (Costa Rica) |
| 17:00 UTC−5 | 17:00 UTC−5     |                                               |                 |                     | Panama City Domare: David Gómez (Costa Rica) | Panama City Domare: David Gómez (Costa Rica) |

|             | 22 augusti 2023 | Fas                                    | 2 – 4           | Olimpia                                                  | Estadio Las Delicias                       |                                            |
| 20:00 UTC−6 | 20:00 UTC−6     | Dustin Corea 42′ Joao Plata 49′ (str.) | (1 – 2) Rapport | 4′, 86′ Jorge Benguché 37′ Carlos Pineda 72′ Kevin López | Santa Tecla Domare: Julio Luna (Guatemala) | Santa Tecla Domare: Julio Luna (Guatemala) |
| 20:00 UTC−6 | 20:00 UTC−6     |                                        |                 |                                                          | Santa Tecla Domare: Julio Luna (Guatemala) | Santa Tecla Domare: Julio Luna (Guatemala) |
| 20:00 UTC−6 | 20:00 UTC−6     |                                        |                 |                                                          | Santa Tecla Domare: Julio Luna (Guatemala) | Santa Tecla Domare: Julio Luna (Guatemala) |

|             | 29 augusti 2023 | Olimpia                            | 2 – 0           | Xelajú | Estadio Nacional Chelato Uclés                         |                                                        |
| 20:00 UTC−6 | 20:00 UTC−6     | José Pinto 44′ Yustin Arboleda 54′ | (1 – 0) Rapport |        | Tegucigalpa Domare: Juan Gabriel Calderón (Costa Rica) | Tegucigalpa Domare: Juan Gabriel Calderón (Costa Rica) |
| 20:00 UTC−6 | 20:00 UTC−6     |                                    |                 |        | Tegucigalpa Domare: Juan Gabriel Calderón (Costa Rica) | Tegucigalpa Domare: Juan Gabriel Calderón (Costa Rica) |
| 20:00 UTC−6 | 20:00 UTC−6     |                                    |                 |        | Tegucigalpa Domare: Juan Gabriel Calderón (Costa Rica) | Tegucigalpa Domare: Juan Gabriel Calderón (Costa Rica) |

|             | 29 augusti 2023 | Independiente                                                                                  | 5 – 0           | Fas | Estadio Rommel Fernández                        |                                                 |
| 21:00 UTC−5 | 21:00 UTC−5     | Víctor Ávila 8′ Rafael Águila 63′ Carlos Small 65′ Jorge Serrano 79′ Ángel Valverde 88′ (str.) | (1 – 0) Rapport |     | Panama City Domare: Melvin Matamoros (Honduras) | Panama City Domare: Melvin Matamoros (Honduras) |
| 21:00 UTC−5 | 21:00 UTC−5     |                                                                                                |                 |     | Panama City Domare: Melvin Matamoros (Honduras) | Panama City Domare: Melvin Matamoros (Honduras) |
| 21:00 UTC−5 | 21:00 UTC−5     |                                                                                                |                 |     | Panama City Domare: Melvin Matamoros (Honduras) | Panama City Domare: Melvin Matamoros (Honduras) |

### Grupp C
| Nr | Lag            | S | V | O | F | GM | IM | MS | P  |
| -- | -------------- | - | - | - | - | -- | -- | -- | -- |
| 1  | Herediano      | 4 | 3 | 1 | 0 | 8  | 4  | +4 | 10 |
| 2  | Comunicaciones | 4 | 3 | 0 | 1 | 9  | 4  | +5 | 9  |
| 3  | Real España    | 4 | 1 | 1 | 2 | 6  | 6  | 0  | 4  |
| 4  | Águila         | 4 | 1 | 0 | 3 | 2  | 9  | −7 | 3  |
| 5  | Diriangén      | 4 | 0 | 2 | 2 | 1  | 3  | −2 | 2  |

|             | 2 augusti 2023 | Comunicaciones                                         | 3 – 1           | Real España       | Estadio Doroteo Guamuch Flores                |                                               |
| 18:00 UTC−6 | 18:00 UTC−6    | Jorge Aparicio 18′ Antonio López 64′ Erik González 89′ | (1 – 1) Rapport | 33′ Daniel Carter | Guatemala City Domare: Joseph Dickerson (USA) | Guatemala City Domare: Joseph Dickerson (USA) |
| 18:00 UTC−6 | 18:00 UTC−6    |                                                        |                 |                   | Guatemala City Domare: Joseph Dickerson (USA) | Guatemala City Domare: Joseph Dickerson (USA) |
| 18:00 UTC−6 | 18:00 UTC−6    |                                                        |                 |                   | Guatemala City Domare: Joseph Dickerson (USA) | Guatemala City Domare: Joseph Dickerson (USA) |

|             | 3 augusti 2023 | Diriangén       | 1 – 1           | Herediano          | Estadio Cacique Diriangén                  |                                            |
| 18:00 UTC−6 | 18:00 UTC−6    | Luis Copete 15′ | (1 – 0) Rapport | 52′ Fernán Faerron | Diriamba Domare: Nelson Salgado (Honduras) | Diriamba Domare: Nelson Salgado (Honduras) |
| 18:00 UTC−6 | 18:00 UTC−6    |                 |                 |                    | Diriamba Domare: Nelson Salgado (Honduras) | Diriamba Domare: Nelson Salgado (Honduras) |
| 18:00 UTC−6 | 18:00 UTC−6    |                 |                 |                    | Diriamba Domare: Nelson Salgado (Honduras) | Diriamba Domare: Nelson Salgado (Honduras) |

|             | 9 augusti 2023 | Herediano              | 2 – 0           | Águila | Estadio Alejandro Morera Soto         |                                       |
| 16:00 UTC−6 | 16:00 UTC−6    | Jesús Godínez 22′, 84′ | (1 – 0) Rapport |        | Alajuela Domare: Marco Ortiz (Mexiko) | Alajuela Domare: Marco Ortiz (Mexiko) |
| 16:00 UTC−6 | 16:00 UTC−6    |                        |                 |        | Alajuela Domare: Marco Ortiz (Mexiko) | Alajuela Domare: Marco Ortiz (Mexiko) |
| 16:00 UTC−6 | 16:00 UTC−6    |                        |                 |        | Alajuela Domare: Marco Ortiz (Mexiko) | Alajuela Domare: Marco Ortiz (Mexiko) |

|             | 10 augusti 2023 | Diriangén | 0 – 1           | Comunicaciones     | Estadio Cacique Diriangén                 |                                           |
| 20:00 UTC−6 | 20:00 UTC−6     |           | (0 – 1) Rapport | 40′ Jorman Aguilar | Diriamba Domare: Adonai Escobedo (Mexiko) | Diriamba Domare: Adonai Escobedo (Mexiko) |
| 20:00 UTC−6 | 20:00 UTC−6     |           |                 |                    | Diriamba Domare: Adonai Escobedo (Mexiko) | Diriamba Domare: Adonai Escobedo (Mexiko) |
| 20:00 UTC−6 | 20:00 UTC−6     |           |                 |                    | Diriamba Domare: Adonai Escobedo (Mexiko) | Diriamba Domare: Adonai Escobedo (Mexiko) |

|             | 16 augusti 2023 | Herediano                                 | 3 – 2           | Real España                          | Estadio Nacional                           |                                            |
| 18:00 UTC−6 | 18:00 UTC−6     | Alejandro Bran 43′, 70′ Ronaldo Araya 45′ | (2 – 1) Rapport | 35′ Darixon Vuelto 62′ Daniel Carter | San José Domare: Mario Escobar (Guatemala) | San José Domare: Mario Escobar (Guatemala) |
| 18:00 UTC−6 | 18:00 UTC−6     |                                           |                 |                                      | San José Domare: Mario Escobar (Guatemala) | San José Domare: Mario Escobar (Guatemala) |
| 18:00 UTC−6 | 18:00 UTC−6     |                                           |                 |                                      | San José Domare: Mario Escobar (Guatemala) | San José Domare: Mario Escobar (Guatemala) |

|             | 17 augusti 2023 | Águila             | 1 – 0           | Diriangén | Estadio Las Delicias                         |                                              |
| 18:00 UTC−6 | 18:00 UTC−6     | Darwin Cerén 90+2′ | (0 – 0) Rapport |           | Santa Tecla Domare: Sergio Reyna (Guatemala) | Santa Tecla Domare: Sergio Reyna (Guatemala) |
| 18:00 UTC−6 | 18:00 UTC−6     |                    |                 |           | Santa Tecla Domare: Sergio Reyna (Guatemala) | Santa Tecla Domare: Sergio Reyna (Guatemala) |
| 18:00 UTC−6 | 18:00 UTC−6     |                    |                 |           | Santa Tecla Domare: Sergio Reyna (Guatemala) | Santa Tecla Domare: Sergio Reyna (Guatemala) |

|             | 23 augusti 2023 | Águila               | 1 – 4           | Comunicaciones                                            | Estadio Las Delicias                            |                                                 |
| 20:00 UTC−6 | 20:00 UTC−6     | Carlos Salazar 45+1′ | (1 – 2) Rapport | 14′ Jorge Aparicio 27′, 71′ José Corena 82′ Lynner García | Santa Tecla Domare: Keylor Herrera (Costa Rica) | Santa Tecla Domare: Keylor Herrera (Costa Rica) |
| 20:00 UTC−6 | 20:00 UTC−6     |                      |                 |                                                           | Santa Tecla Domare: Keylor Herrera (Costa Rica) | Santa Tecla Domare: Keylor Herrera (Costa Rica) |
| 20:00 UTC−6 | 20:00 UTC−6     |                      |                 |                                                           | Santa Tecla Domare: Keylor Herrera (Costa Rica) | Santa Tecla Domare: Keylor Herrera (Costa Rica) |

|             | 24 augusti 2023 | Real España | 0 – 0   | Diriangén | Estadio Olímpico Metropolitano                       |                                                      |
| 20:00 UTC−6 | 20:00 UTC−6     |             | Rapport |           | San Pedro Sula Domare: Benjampin Pineda (Costa Rica) | San Pedro Sula Domare: Benjampin Pineda (Costa Rica) |
| 20:00 UTC−6 | 20:00 UTC−6     |             |         |           | San Pedro Sula Domare: Benjampin Pineda (Costa Rica) | San Pedro Sula Domare: Benjampin Pineda (Costa Rica) |
| 20:00 UTC−6 | 20:00 UTC−6     |             |         |           | San Pedro Sula Domare: Benjampin Pineda (Costa Rica) | San Pedro Sula Domare: Benjampin Pineda (Costa Rica) |

|             | 30 augusti 2023 | Real España                | 3 – 0           | Águila | Estadio Olímpico Metropolitano                 |                                                |
| 18:00 UTC−6 | 18:00 UTC−6     | Ramiro Rocca 48′, 64′, 70′ | (0 – 0) Rapport |        | San Pedro Sula Domare: Bryan López (Guatemala) | San Pedro Sula Domare: Bryan López (Guatemala) |
| 18:00 UTC−6 | 18:00 UTC−6     |                            |                 |        | San Pedro Sula Domare: Bryan López (Guatemala) | San Pedro Sula Domare: Bryan López (Guatemala) |
| 18:00 UTC−6 | 18:00 UTC−6     |                            |                 |        | San Pedro Sula Domare: Bryan López (Guatemala) | San Pedro Sula Domare: Bryan López (Guatemala) |

|             | 30 augusti 2023 | Comunicaciones     | 1 – 2           | Herediano                       | Estadio Doroteo Guamuch Flores                  |                                                 |
| 20:00 UTC−6 | 20:00 UTC−6     | Jorman Aguilar 22′ | (1 – 0) Rapport | 55′ Andy Rojas 74′ Darryl Araya | Guatemala City Domare: Said Martínez (Honduras) | Guatemala City Domare: Said Martínez (Honduras) |
| 20:00 UTC−6 | 20:00 UTC−6     |                    |                 |                                 | Guatemala City Domare: Said Martínez (Honduras) | Guatemala City Domare: Said Martínez (Honduras) |
| 20:00 UTC−6 | 20:00 UTC−6     |                    |                 |                                 | Guatemala City Domare: Said Martínez (Honduras) | Guatemala City Domare: Said Martínez (Honduras) |

### Grupp D
| Nr | Lag                    | S | V | O | F | GM | IM | MS  | P  |
| -- | ---------------------- | - | - | - | - | -- | -- | --- | -- |
| 1  | Alajuelense            | 4 | 4 | 0 | 0 | 10 | 1  | +9  | 12 |
| 2  | Motagua                | 4 | 3 | 0 | 1 | 9  | 5  | +4  | 9  |
| 3  | Sporting San Miguelito | 4 | 2 | 0 | 2 | 6  | 3  | +3  | 6  |
| 4  | Olancho                | 4 | 1 | 0 | 3 | 3  | 6  | −3  | 3  |
| 5  | Verdes                 | 4 | 0 | 0 | 4 | 2  | 15 | −13 | 0  |

|             | 1 augusti 2023 | Alajuelense      | 1 – 0           | Olancho | Estadio Alejandro Morera Soto                |                                              |
| 20:00 UTC−6 | 20:00 UTC−6    | Aarón Suárez 61′ | (0 – 0) Rapport |         | Alajuela Domare: Ignacio Fuentes (Guatemala) | Alajuela Domare: Ignacio Fuentes (Guatemala) |
| 20:00 UTC−6 | 20:00 UTC−6    |                  |                 |         | Alajuela Domare: Ignacio Fuentes (Guatemala) | Alajuela Domare: Ignacio Fuentes (Guatemala) |
| 20:00 UTC−6 | 20:00 UTC−6    |                  |                 |         | Alajuela Domare: Ignacio Fuentes (Guatemala) | Alajuela Domare: Ignacio Fuentes (Guatemala) |

|             | 2 augusti 2023 | Verdes | 0 – 5           | Motagua                                                               | FFB Stadium                                |                                            |
| 16:00 UTC−6 | 16:00 UTC−6    |        | (0 – 1) Rapport | 44′ (str.), 47′, 56′ Agustín Auzmendi 78′ Iván López 85′ Carlos Mejía | Belmopan Domare: Josué Ugalde (Costa Rica) | Belmopan Domare: Josué Ugalde (Costa Rica) |
| 16:00 UTC−6 | 16:00 UTC−6    |        |                 |                                                                       | Belmopan Domare: Josué Ugalde (Costa Rica) | Belmopan Domare: Josué Ugalde (Costa Rica) |
| 16:00 UTC−6 | 16:00 UTC−6    |        |                 |                                                                       | Belmopan Domare: Josué Ugalde (Costa Rica) | Belmopan Domare: Josué Ugalde (Costa Rica) |

|             | 8 augusti 2023 | Verdes | 0 – 3           | Alajuelense                                               | FFB Stadium                                  |                                              |
| 16:00 UTC−6 | 16:00 UTC−6    |        | (0 – 1) Rapport | 41′ Michael Barrantes 54′ Freddy Góndola 88′ Aarón Suárez | Belmopan Domare: Melvin Matamoros (Honduras) | Belmopan Domare: Melvin Matamoros (Honduras) |
| 16:00 UTC−6 | 16:00 UTC−6    |        |                 |                                                           | Belmopan Domare: Melvin Matamoros (Honduras) | Belmopan Domare: Melvin Matamoros (Honduras) |
| 16:00 UTC−6 | 16:00 UTC−6    |        |                 |                                                           | Belmopan Domare: Melvin Matamoros (Honduras) | Belmopan Domare: Melvin Matamoros (Honduras) |

|             | 9 augusti 2023 | Motagua               | 2 – 0           | Sporting San Miguelito | Estadio Nacional Chelato Uclés             |                                            |
| 20:00 UTC−6 | 20:00 UTC−6    | Yeison Mejía 21′, 60′ | (1 – 0) Rapport |                        | Tegucigalpa Domare: Julio Luna (Guatemala) | Tegucigalpa Domare: Julio Luna (Guatemala) |
| 20:00 UTC−6 | 20:00 UTC−6    |                       |                 |                        | Tegucigalpa Domare: Julio Luna (Guatemala) | Tegucigalpa Domare: Julio Luna (Guatemala) |
| 20:00 UTC−6 | 20:00 UTC−6    |                       |                 |                        | Tegucigalpa Domare: Julio Luna (Guatemala) | Tegucigalpa Domare: Julio Luna (Guatemala) |

|             | 16 augusti 2023 | Sporting San Miguelito                                                            | 4 – 0           | Verdes | Estadio Rommel Fernández                               |                                                        |
| 17:45 UTC−5 | 17:45 UTC−5     | Gabriel Torres 14′ (str.) Emmanuel Gómez 53′ Adán Hendricks 61′ Alexis Corpas 81′ | (1 – 0) Rapport |        | Panama City Domare: Juan Gabriel Calderón (Costa Rica) | Panama City Domare: Juan Gabriel Calderón (Costa Rica) |
| 17:45 UTC−5 | 17:45 UTC−5     |                                                                                   |                 |        | Panama City Domare: Juan Gabriel Calderón (Costa Rica) | Panama City Domare: Juan Gabriel Calderón (Costa Rica) |
| 17:45 UTC−5 | 17:45 UTC−5     |                                                                                   |                 |        | Panama City Domare: Juan Gabriel Calderón (Costa Rica) | Panama City Domare: Juan Gabriel Calderón (Costa Rica) |

|             | 17 augusti 2023 | Motagua          | 1 – 0           | Olancho | Estadio Nacional Chelato Uclés                                  |                                                                 |
| 20:00 UTC−6 | 20:00 UTC−6     | Yeison Mejía 54′ | (0 – 0) Rapport |         | Tegucigalpa Domare: Randy Encarnación (Dominikanska republiken) | Tegucigalpa Domare: Randy Encarnación (Dominikanska republiken) |
| 20:00 UTC−6 | 20:00 UTC−6     |                  |                 |         | Tegucigalpa Domare: Randy Encarnación (Dominikanska republiken) | Tegucigalpa Domare: Randy Encarnación (Dominikanska republiken) |
| 20:00 UTC−6 | 20:00 UTC−6     |                  |                 |         | Tegucigalpa Domare: Randy Encarnación (Dominikanska republiken) | Tegucigalpa Domare: Randy Encarnación (Dominikanska republiken) |

|             | 23 augusti 2023 | Olancho                                                       | 3 – 2           | Verdes                           | Estadio Nacional Chelato Uclés              |                                             |
| 16:00 UTC−6 | 16:00 UTC−6     | Carlos Fernández 17′ Óscar Almendárez 39′ Yostin Obando 90+4′ | (2 – 1) Rapport | 6′ Joel Burgos 68′ Krisean Lopez | Tegucigalpa Domare: Oliver Vergara (Panama) | Tegucigalpa Domare: Oliver Vergara (Panama) |
| 16:00 UTC−6 | 16:00 UTC−6     |                                                               |                 |                                  | Tegucigalpa Domare: Oliver Vergara (Panama) | Tegucigalpa Domare: Oliver Vergara (Panama) |
| 16:00 UTC−6 | 16:00 UTC−6     |                                                               |                 |                                  | Tegucigalpa Domare: Oliver Vergara (Panama) | Tegucigalpa Domare: Oliver Vergara (Panama) |

|             | 24 augusti 2023 | Sporting San Miguelito | 0 – 1           | Alajuelense           | Estadio Rommel Fernández                    |                                             |
| 19:00 UTC−5 | 19:00 UTC−5     |                        | (0 – 0) Rapport | 90+2′ Alexander López | Panama City Domare: Selvin Brown (Honduras) | Panama City Domare: Selvin Brown (Honduras) |
| 19:00 UTC−5 | 19:00 UTC−5     |                        |                 |                       | Panama City Domare: Selvin Brown (Honduras) | Panama City Domare: Selvin Brown (Honduras) |
| 19:00 UTC−5 | 19:00 UTC−5     |                        |                 |                       | Panama City Domare: Selvin Brown (Honduras) | Panama City Domare: Selvin Brown (Honduras) |

|             | 31 augusti 2023 | Olancho | 0 – 2           | Sporting San Miguelito               | Estadio Nacional Chelato Uclés                           |                                                          |
| 18:00 UTC−6 | 18:00 UTC−6     |         | (0 – 1) Rapport | 15′ Gabriel Torres 62′ Alexis Corpas | Tegucigalpa Domare: Walter López Castellanos (Guatemala) | Tegucigalpa Domare: Walter López Castellanos (Guatemala) |
| 18:00 UTC−6 | 18:00 UTC−6     |         |                 |                                      | Tegucigalpa Domare: Walter López Castellanos (Guatemala) | Tegucigalpa Domare: Walter López Castellanos (Guatemala) |
| 18:00 UTC−6 | 18:00 UTC−6     |         |                 |                                      | Tegucigalpa Domare: Walter López Castellanos (Guatemala) | Tegucigalpa Domare: Walter López Castellanos (Guatemala) |

|             | 31 augusti 2023 | Alajuelense                                                                           | 5 – 1           | Motagua              | Estadio Alejandro Morera Soto              |                                            |
| 20:00 UTC−6 | 20:00 UTC−6     | Joshua Navarro 5′, 29′ Doryan Rodríguez 38′ Michael Barrantes 65′ Johan Venegas 90+2′ | (3 – 1) Rapport | 15′ Agustín Auzmendi | Alajuela Domare: Iván Barton (El Salvador) | Alajuela Domare: Iván Barton (El Salvador) |
| 20:00 UTC−6 | 20:00 UTC−6     |                                                                                       |                 |                      | Alajuela Domare: Iván Barton (El Salvador) | Alajuela Domare: Iván Barton (El Salvador) |
| 20:00 UTC−6 | 20:00 UTC−6     |                                                                                       |                 |                      | Alajuela Domare: Iván Barton (El Salvador) | Alajuela Domare: Iván Barton (El Salvador) |

## Slutspel

### Seeding
| Nr | Lag (grupp)        | S | V | O | F | GM | IM | MS  | P  |
| -- | ------------------ | - | - | - | - | -- | -- | --- | -- |
| 1  | Alajuelense (D)    | 4 | 4 | 0 | 0 | 10 | 1  | +9  | 12 |
| 2  | Saprissa (A)       | 4 | 3 | 1 | 0 | 10 | 0  | +10 | 10 |
| 3  | Independiente (B)  | 4 | 3 | 1 | 0 | 11 | 3  | +8  | 10 |
| 4  | Herediano (C)      | 4 | 3 | 1 | 0 | 8  | 4  | +4  | 10 |
| 5  | Comunicaciones (C) | 4 | 3 | 0 | 1 | 9  | 4  | +5  | 9  |
| 6  | Motagua (D)        | 4 | 3 | 0 | 1 | 9  | 5  | +4  | 9  |
| 7  | Real Estelí (B)    | 4 | 3 | 0 | 1 | 5  | 2  | +3  | 9  |
| 8  | Cartaginés (A)     | 4 | 2 | 1 | 1 | 8  | 3  | +5  | 7  |

### Slutspelsträd
|  | Kvartsfinaler    | Kvartsfinaler      | Kvartsfinaler | Kvartsfinaler |             |   | Semifinaler | Semifinaler | Semifinaler | Semifinaler |  |  | Final | Final | Final | Final |
|  |                  |                    |               |               |             |   |             |             |             |             |  |  |       |       |       |       |
|  |                  |                    |               |               |             |   |             |             |             |             |  |  |       |       |       |       |
|  |                  |                    |               |               |             |   |             |             |             |             |  |  |       |       |       |       |
|  | 7 Real Estelí    | 1                  | 2             | 3             |             |   |             |             |             |             |  |  |       |       |       |       |
|  | 7 Real Estelí    | 1                  | 2             | 3             |             |   |             |             |             |             |  |  |       |       |       |       |
|  | 2 Saprissa       | 0                  | 2             | 2             |             |   |             |             |             |             |  |  |       |       |       |       |
|  | 2 Saprissa       | 0                  | 2             | 2             | Real Estelí | 1 | 2           | 3           |             |             |  |  |       |       |       |       |
|  |                  |                    |               |               | Real Estelí | 1 | 2           | 3           |             |             |  |  |       |       |       |       |
|  |                  | Independiente      | 0             | 2             | 2           |   |             |             |             |             |  |  |       |       |       |       |
|  | 6 Motagua        | Independiente      | 0             | 2             | 2           | 1 | 0           | 1           |             |             |  |  |       |       |       |       |
|  | 6 Motagua        |                    |               |               |             | 1 | 0           | 1           |             |             |  |  |       |       |       |       |
|  | 3 Independiente  | 1                  | 2             | 3             |             |   |             |             |             |             |  |  |       |       |       |       |
|  | 3 Independiente  | 1                  | 2             | 3             | Real Estelí | 0 | 1           | 1           |             |             |  |  |       |       |       |       |
|  |                  |                    |               |               | Real Estelí | 0 | 1           | 1           |             |             |  |  |       |       |       |       |
|  |                  | Alajuelense        | 3             | 1             | 4           |   |             |             |             |             |  |  |       |       |       |       |
|  | 5 Comunicaciones | Alajuelense        | 3             | 1             | 4           | 0 | 2           | 2           |             |             |  |  |       |       |       |       |
|  | 5 Comunicaciones |                    |               |               |             | 0 | 2           | 2           |             |             |  |  |       |       |       |       |
|  | 4 Herediano      | 0                  | 3             | 3             |             |   |             |             |             |             |  |  |       |       |       |       |
|  | 4 Herediano      | 0                  | 3             | 3             | Herediano   | 2 | 2           | 2 (4)       |             |             |  |  |       |       |       |       |
|  |                  |                    |               |               | Herediano   | 2 | 2           | 2 (4)       |             |             |  |  |       |       |       |       |
|  |                  | Alajuelense (str.) | 2             | 2             | 4 (5)       |   |             |             |             |             |  |  |       |       |       |       |
|  | 8 Cartaginés     | Alajuelense (str.) | 2             | 2             | 4 (5)       | 1 | 0           | 1           |             |             |  |  |       |       |       |       |
|  | 8 Cartaginés     |                    |               |               |             | 1 | 0           | 1           |             |             |  |  |       |       |       |       |
|  | 1 Alajuelense    | 3                  | 3             | 6             |             |   |             |             |             |             |  |  |       |       |       |       |
|  | 1 Alajuelense    | 3                  | 3             | 6             |             |   |             |             |             |             |  |  |       |       |       |       |

|  | \| \| Playinv • r \| \| \| \| \| \| \| \| \| \| \| \| \| \| \| \| \| \| \| \| \| \| \| \| \| \| \| \| \| \| \| \| \| \| \| \| \| \| \| \| \| \| \| \| \| \| \| \| Cartaginés \| 1 \| 1 \| 2 (4) \| \| \| \| \| \| \| \| \| Cartaginés \| 1 \| 1 \| 2 (4) \| \| \| \| \| \| \| \| \| Comunicaciones (str.) \| 1 \| 1 \| 2 (5) \| \| \| \| \| \| \| \| \| Comunicaciones (str.) \| 1 \| 1 \| 2 (5) \| \| \| \| \| \| \| \| \| \| \| \| \| \| \| \| \| \| \| \| \| \| \| \| \| \| \| \| \| \| \| \| \| Motagua \| 2 \| 0 \| 2 \| \| \| \| \| \| \| \| \| Motagua \| 2 \| 0 \| 2 \| \| \| \| \| \| \| \| \| Saprissa \| 2 \| 4 \| 6 \| \| \| \| \| \| \| \| \| Saprissa \| 2 \| 4 \| 6 \| \| \| \| \| \| \| |   |   |       |  |  |  |  |  |  |
|  | Playin |   |   |       |  |  |  |  |  |  |
|  | |   |   |       |  |  |  |  |  |  |
|  | |   |   |       |  |  |  |  |  |  |
|  | |   |   |       |  |  |  |  |  |  |
|  | Cartaginés | 1 | 1 | 2 (4) |  |  |  |  |  |  |
|  | Cartaginés | 1 | 1 | 2 (4) |  |  |  |  |  |  |
|  | Comunicaciones (str.) | 1 | 1 | 2 (5) |  |  |  |  |  |  |
|  | Comunicaciones (str.) | 1 | 1 | 2 (5) |  |  |  |  |  |  |
|  | |   |   |       |  |  |  |  |  |  |
|  | |   |   |       |  |  |  |  |  |  |
|  | Motagua | 2 | 0 | 2     |  |  |  |  |  |  |
|  | Motagua | 2 | 0 | 2     |  |  |  |  |  |  |
|  | Saprissa | 2 | 4 | 6     |  |  |  |  |  |  |
|  | Saprissa | 2 | 4 | 6     |  |  |  |  |  |  |

### Kvartsfinaler

#### Motagua mot Independiente
|             | 26 september 2023 | Motagua              | 1 – 1           | Independiente      | Estadio Nacional Chelato Uclés               |                                              |
| 20:00 UTC−6 | 20:00 UTC−6       | Agustín Auzmendi 35′ | (1 – 0) Rapport | 80′ Héctor Hurtado | Tegucigalpa Domare: David Gómez (Costa Rica) | Tegucigalpa Domare: David Gómez (Costa Rica) |
| 20:00 UTC−6 | 20:00 UTC−6       |                      |                 |                    | Tegucigalpa Domare: David Gómez (Costa Rica) | Tegucigalpa Domare: David Gómez (Costa Rica) |
| 20:00 UTC−6 | 20:00 UTC−6       |                      |                 |                    | Tegucigalpa Domare: David Gómez (Costa Rica) | Tegucigalpa Domare: David Gómez (Costa Rica) |

|             | 3 oktober 2023 | Independiente         | 2 – 0           | Motagua | Estadio Rommel Fernández                    |                                             |
| 21:00 UTC−5 | 21:00 UTC−5    | Carlos Small 31′, 45′ | (2 – 0) Rapport |         | Panama City Domare: Bryan López (Guatemala) | Panama City Domare: Bryan López (Guatemala) |
| 21:00 UTC−5 | 21:00 UTC−5    |                       |                 |         | Panama City Domare: Bryan López (Guatemala) | Panama City Domare: Bryan López (Guatemala) |
| 21:00 UTC−5 | 21:00 UTC−5    |                       |                 |         | Panama City Domare: Bryan López (Guatemala) | Panama City Domare: Bryan López (Guatemala) |

Independiente avancerade till semifinal med det ackumulerade slutresultatet 3–1.

#### Real Estelí mot Saprissa
|             | 27 september 2023 | Real Estelí         | 1 – 0           | Saprissa | Estadio Independencia                 |                                       |
| 18:00 UTC−6 | 18:00 UTC−6       | Bancy Hernández 10′ | (1 – 0) Rapport |          | Estelí Domare: Julio Luna (Guatemala) | Estelí Domare: Julio Luna (Guatemala) |
| 18:00 UTC−6 | 18:00 UTC−6       |                     |                 |          | Estelí Domare: Julio Luna (Guatemala) | Estelí Domare: Julio Luna (Guatemala) |
| 18:00 UTC−6 | 18:00 UTC−6       |                     |                 |          | Estelí Domare: Julio Luna (Guatemala) | Estelí Domare: Julio Luna (Guatemala) |

|             | 4 oktober 2023 | Saprissa                            | 2 – 2           | Real Estelí                                | Estadio Ricardo Saprissa Aymá                 |                                               |
| 18:00 UTC−6 | 18:00 UTC−6    | Javon East 20′ Orlando Sinclair 82′ | (1 – 0) Rapport | 51′ (sjm.) Fidel Escobar 71′ Marvin Fletes | San José Domare: Ismael Cornejo (El Salvador) | San José Domare: Ismael Cornejo (El Salvador) |
| 18:00 UTC−6 | 18:00 UTC−6    |                                     |                 |                                            | San José Domare: Ismael Cornejo (El Salvador) | San José Domare: Ismael Cornejo (El Salvador) |
| 18:00 UTC−6 | 18:00 UTC−6    |                                     |                 |                                            | San José Domare: Ismael Cornejo (El Salvador) | San José Domare: Ismael Cornejo (El Salvador) |

Real Estelí avancerade till semifinal med det ackumulerade slutresultatet 3–2.

#### Comunicaciones mot Herediano
|             | 27 september 2023 | Comunicaciones | 0 – 0   | Herediano | Estadio Doroteo Guamuch Flores                          |                                                         |
| 20:00 UTC−6 | 20:00 UTC−6       |                | Rapport |           | Guatemala City Domare: Filiberto Martínez (El Salvador) | Guatemala City Domare: Filiberto Martínez (El Salvador) |
| 20:00 UTC−6 | 20:00 UTC−6       |                |         |           | Guatemala City Domare: Filiberto Martínez (El Salvador) | Guatemala City Domare: Filiberto Martínez (El Salvador) |
| 20:00 UTC−6 | 20:00 UTC−6       |                |         |           | Guatemala City Domare: Filiberto Martínez (El Salvador) | Guatemala City Domare: Filiberto Martínez (El Salvador) |

|             | 4 oktober 2023 | Herediano                                         | 3 – 2           | Comunicaciones                    | Estadio José Rafael Fello Meza Ivankovich |                                         |
| 20:15 UTC−6 | 20:15 UTC−6    | Ángel Sayago 24′ (str.), 51′ Fernán Faerron 90+3′ | (1 – 0) Rapport | 55′ José Corena 76′ Erik González | Cartago Domare: Selvin Brown (Honduras)   | Cartago Domare: Selvin Brown (Honduras) |
| 20:15 UTC−6 | 20:15 UTC−6    |                                                   |                 |                                   | Cartago Domare: Selvin Brown (Honduras)   | Cartago Domare: Selvin Brown (Honduras) |
| 20:15 UTC−6 | 20:15 UTC−6    |                                                   |                 |                                   | Cartago Domare: Selvin Brown (Honduras)   | Cartago Domare: Selvin Brown (Honduras) |

Herediano avancerade till semifinal med det ackumulerade slutresultatet 3–2.

#### Cartaginés mot Alajuelense
|             | 28 september 2023 | Cartaginés           | 1 – 3           | Alajuelense                                          | Estadio José Rafael Fello Meza Ivankovich |                                           |
| 20:00 UTC−6 | 20:00 UTC−6       | Marcel Hernández 88′ | (0 – 0) Rapport | 55′ Joel Campbell 64′ Johan Venegas 67′ Aarón Suárez | Cartago Domare: Nelson Salgado (Honduras) | Cartago Domare: Nelson Salgado (Honduras) |
| 20:00 UTC−6 | 20:00 UTC−6       |                      |                 |                                                      | Cartago Domare: Nelson Salgado (Honduras) | Cartago Domare: Nelson Salgado (Honduras) |
| 20:00 UTC−6 | 20:00 UTC−6       |                      |                 |                                                      | Cartago Domare: Nelson Salgado (Honduras) | Cartago Domare: Nelson Salgado (Honduras) |

|             | 5 oktober 2023 | Alajuelense                                            | 3 – 0           | Cartaginés | Estadio Alejandro Morera Soto          |                                        |
| 20:00 UTC−6 | 20:00 UTC−6    | Alexander López 8′ Aarón Suárez 35′ Freddy Góndola 89′ | (2 – 0) Rapport |            | Alajuela Domare: Drew Fischer (Kanada) | Alajuela Domare: Drew Fischer (Kanada) |
| 20:00 UTC−6 | 20:00 UTC−6    |                                                        |                 |            | Alajuela Domare: Drew Fischer (Kanada) | Alajuela Domare: Drew Fischer (Kanada) |
| 20:00 UTC−6 | 20:00 UTC−6    |                                                        |                 |            | Alajuela Domare: Drew Fischer (Kanada) | Alajuela Domare: Drew Fischer (Kanada) |

Alajuelense avancerade till semifinal med det ackumulerade slutresultatet 6–1.

### Playin
Vinnarna kvalificerar sig för första omgången i Concacaf Champions Cup 2024.

#### Cartaginés mot Comunicaciones
|             | 24 oktober 2023 | Cartaginés      | 1 – 1           | Comunicaciones       | Estadio José Rafael Fello Meza Ivankovich    |                                              |
| 20:00 UTC−6 | 20:00 UTC−6     | Jostin Daly 83′ | (0 – 1) Rapport | 26′ Gerardo Gordillo | Cartago Domare: Pierre-Luc Lauzière (Kanada) | Cartago Domare: Pierre-Luc Lauzière (Kanada) |
| 20:00 UTC−6 | 20:00 UTC−6     |                 |                 |                      | Cartago Domare: Pierre-Luc Lauzière (Kanada) | Cartago Domare: Pierre-Luc Lauzière (Kanada) |
| 20:00 UTC−6 | 20:00 UTC−6     |                 |                 |                      | Cartago Domare: Pierre-Luc Lauzière (Kanada) | Cartago Domare: Pierre-Luc Lauzière (Kanada) |

|             | 31 oktober 2023 | Comunicaciones | 0000 1 – 1 (e.fl.)         | Cartaginés | Estadio Doroteo Guamuch Flores                  |                                                 |
| 20:15 UTC−6 | 20:15 UTC−6     | Jorman Aguilar 27′                                                                                                | (1 – 0) Rapport            | 52′ (str.) Marcel Hernández                                                                                      | Guatemala City Domare: Said Martínez (Honduras) | Guatemala City Domare: Said Martínez (Honduras) |
| 20:15 UTC−6 | 20:15 UTC−6     | |                            | | Guatemala City Domare: Said Martínez (Honduras) | Guatemala City Domare: Said Martínez (Honduras) |
| 20:15 UTC−6 | 20:15 UTC−6     | José Manuel Contreras Karel Espino Matías Fracchia Juan Luis Anangonó Antonio López José Corena José Carlos Pinto | Straffsparksläggning 5 – 4 | Marcel Hernández Douglas López José Gabriel Vargas Allen Guevara Jordan Smith Carlos Barahona Christian Martínez | Guatemala City Domare: Said Martínez (Honduras) | Guatemala City Domare: Said Martínez (Honduras) |

Ackumulerat slutresultat 2–2, Comunicaciones vann efter straffsparksläggning.

#### Motagua mot Saprissa
|             | 25 oktober 2023 | Motagua           | 2 – 2           | Saprissa                                  | Estadio Nacional Chelato Uclés               |                                              |
| 18:00 UTC−6 | 18:00 UTC−6     | Auzmendi 72′, 90′ | (0 – 1) Rapport | 42′ Michaell Chirinos 84′ Warren Madrigal | Tegucigalpa Domare: Daniel Quintero (Mexiko) | Tegucigalpa Domare: Daniel Quintero (Mexiko) |
| 18:00 UTC−6 | 18:00 UTC−6     |                   |                 |                                           | Tegucigalpa Domare: Daniel Quintero (Mexiko) | Tegucigalpa Domare: Daniel Quintero (Mexiko) |
| 18:00 UTC−6 | 18:00 UTC−6     |                   |                 |                                           | Tegucigalpa Domare: Daniel Quintero (Mexiko) | Tegucigalpa Domare: Daniel Quintero (Mexiko) |

|             | 1 november 2023 | Saprissa                                                                      | 4 – 0           | Motagua | Estadio Ricardo Saprissa Aymá              |                                            |
| 18:00 UTC−6 | 18:00 UTC−6     | Ariel Rodríguez 2′ Kendall Waston 9′ Orlando Sinclair 45+1′ Luis Paradela 86′ | (3 – 0) Rapport |         | San José Domare: Iván Barton (El Salvador) | San José Domare: Iván Barton (El Salvador) |
| 18:00 UTC−6 | 18:00 UTC−6     |                                                                               |                 |         | San José Domare: Iván Barton (El Salvador) | San José Domare: Iván Barton (El Salvador) |
| 18:00 UTC−6 | 18:00 UTC−6     |                                                                               |                 |         | San José Domare: Iván Barton (El Salvador) | San José Domare: Iván Barton (El Salvador) |

Saprissa vann med ackumulerade slutresultatet 6–2.

### Semifinaler

#### Herediano mot Alajuelense
|             | 25 oktober 2023 | Herediano                                | 2 – 2           | Alajuelense                      | Estadio Ricardo Saprissa Aymá                         |                                                       |
| 20:00 UTC−6 | 20:00 UTC−6     | Allan Cruz 46′ José de Jesús Godínez 50′ | (0 – 1) Rapport | 7′ Carlos Mora 49′ Johan Venegas | San José Domare: Walter López Castellanos (Guatemala) | San José Domare: Walter López Castellanos (Guatemala) |
| 20:00 UTC−6 | 20:00 UTC−6     |                                          |                 |                                  | San José Domare: Walter López Castellanos (Guatemala) | San José Domare: Walter López Castellanos (Guatemala) |
| 20:00 UTC−6 | 20:00 UTC−6     |                                          |                 |                                  | San José Domare: Walter López Castellanos (Guatemala) | San José Domare: Walter López Castellanos (Guatemala) |

|             | 1 november 2023 | Alajuelense                                                                    | 0000 2 – 2 (e.fl.)         | Herediano                                                                        | Estadio Alejandro Morera Soto            |                                          |
| 20:15 UTC−6 | 20:15 UTC−6     | Celso Borges 8′ Joel Campbell 90+5′ (str.)                                     | (1 – 1) Rapport            | 40′ Gerson Torres 64′ (str.) Everardo Rubio                                      | Alajuela Domare: Víctor Cáceres (Mexiko) | Alajuela Domare: Víctor Cáceres (Mexiko) |
| 20:15 UTC−6 | 20:15 UTC−6     |                                                                                |                            |                                                                                  | Alajuela Domare: Víctor Cáceres (Mexiko) | Alajuela Domare: Víctor Cáceres (Mexiko) |
| 20:15 UTC−6 | 20:15 UTC−6     | Johan Venegas Michael Barrantes Giancarlo González Alexis Gamboa Joel Campbell | Straffsparksläggning 5 – 4 | Miguel Basulto Elías Aguilar Everardo Rubio José de Jesús Godínez Fernán Faerron | Alajuela Domare: Víctor Cáceres (Mexiko) | Alajuela Domare: Víctor Cáceres (Mexiko) |

Ackumulerat slutresultat 4–4. Alajuelense avancerade till final efter straffsparksläggning.

#### Real Estelí mot Independiente
|             | 26 oktober 2023 | Real Estelí       | 1 – 0           | Independiente | Estadio Independencia                             |                                                   |
| 20:00 UTC−6 | 20:00 UTC−6     | Abel Méndez 90+1′ | (0 – 0) Rapport |               | Estelí Domare: Juan Gabriel Calderón (Costa Rica) | Estelí Domare: Juan Gabriel Calderón (Costa Rica) |
| 20:00 UTC−6 | 20:00 UTC−6     |                   |                 |               | Estelí Domare: Juan Gabriel Calderón (Costa Rica) | Estelí Domare: Juan Gabriel Calderón (Costa Rica) |
| 20:00 UTC−6 | 20:00 UTC−6     |                   |                 |               | Estelí Domare: Juan Gabriel Calderón (Costa Rica) | Estelí Domare: Juan Gabriel Calderón (Costa Rica) |

|             | 2 november 2023 | Independiente                         | 2 – 2           | Real Estelí                           | Estadio Rommel Fernández                 |                                          |
| 21:00 UTC−5 | 21:00 UTC−5     | Rafael Águila 14′ Davis Contreras 63′ | (1 – 0) Rapport | 46′ Bancy Hernández 81′ Arley Bonilla | Panama City Domare: Rubiel Vazquez (USA) | Panama City Domare: Rubiel Vazquez (USA) |
| 21:00 UTC−5 | 21:00 UTC−5     |                                       |                 |                                       | Panama City Domare: Rubiel Vazquez (USA) | Panama City Domare: Rubiel Vazquez (USA) |
| 21:00 UTC−5 | 21:00 UTC−5     |                                       |                 |                                       | Panama City Domare: Rubiel Vazquez (USA) | Panama City Domare: Rubiel Vazquez (USA) |

Real Estelí avancerade till final med det ackumulerade slutresultatet 3–2.

### Final

#### Första matchen
|             | 28 november 2023 | Real Estelí | 0 – 3           | Alajuelense                                                   | Estadio Independencia                       |                                             |
| 21:00 UTC−6 | 21:00 UTC−6      |             | (0 – 2) Rapport | 32′ Joshua Navarro 45+2′ Michael Barrantes 49′ Freddy Góndola | Estelí Domare: Pierre-Luc Lauzière (Kanada) | Estelí Domare: Pierre-Luc Lauzière (Kanada) |
| 21:00 UTC−6 | 21:00 UTC−6      |             |                 |                                                               | Estelí Domare: Pierre-Luc Lauzière (Kanada) | Estelí Domare: Pierre-Luc Lauzière (Kanada) |
| 21:00 UTC−6 | 21:00 UTC−6      |             |                 |                                                               | Estelí Domare: Pierre-Luc Lauzière (Kanada) | Estelí Domare: Pierre-Luc Lauzière (Kanada) |

#### Andra matchen
|             | 5 december 2023 | Alajuelense      | 1 – 1           | Real Estelí       | Estadio Alejandro Morera Soto           |                                         |
| 21:00 UTC−6 | 21:00 UTC−6     | Joel Campbell 5′ | (1 – 0) Rapport | 47′ Byron Bonilla | Alajuela Domare: Julio Luna (Guatemala) | Alajuela Domare: Julio Luna (Guatemala) |
| 21:00 UTC−6 | 21:00 UTC−6     |                  |                 |                   | Alajuela Domare: Julio Luna (Guatemala) | Alajuela Domare: Julio Luna (Guatemala) |
| 21:00 UTC−6 | 21:00 UTC−6     |                  |                 |                   | Alajuela Domare: Julio Luna (Guatemala) | Alajuela Domare: Julio Luna (Guatemala) |

Alajuelense mästare med det ackumulerade slutresultatet 4–1.